# Jilavele
Jilavele község és falu Ialomița megyében, Munténiában, Romániában. A hozzá tartozó település: Slătioarele.

## Fekvése
A megye északnyugati részén található, a megyeszékhelytől, Sloboziatól, hetvennégy kilométerre északnyugatra, Prahova és Buzău megyékkel határosan. 

## Története
A 19. század közepén Ialomița megye Câmpul járásához tartozott és ugyanazon települések alkották mint manapság, összesen 2694 lakossal. A község területén ekkor két templom és két iskola működött. 
1925-ös évkönyv szerint Jilavele községe Urziceni járás része volt, 3039 lakossal. 
1950-ben a Ialomițai régió Urziceni rajonjának volt a része, majd 1952-ben a Ploiești régióhoz csatolták. Az 1968-as új megyerendszerben Ilfov megyéhez csatolták. 1981-től kezdődően ismét Ialomița megye részét képezi.

## Lakossága
| Nemzetiségek | 2002 | 2002   |
| ------------ | ---- | ------ |
| Románok      | 3767 | 99,36% |
| Romák        | 24   | 0,63%  |
| Összesen     | 3791 | 100,0% |